# 석성 정각사 부도군
석성 정각사 부도군은 충청남도 부여군 석성면에 있다. 2005년 7월 6일 부여군의 향토문화유산 제76호로 지정되었다.